# Marc Wilmots
Marc Wilmots (* 22. Februar 1969 in Dongelberg) ist ein belgischer Sportmanager im Vereinsfußball, Fußballtrainer, Politiker und ehemaliger Fußballspieler. Vom 3. Januar bis zum 21. September 2024 war er Sportdirektor beim FC Schalke 04.

## Spielerkarriere

### Verein
Marc Wilmots stammt aus Dongelberg, einem Ortsteil der belgischen Kleinstadt Jodoigne (Provinz Wallonisch-Brabant). Seine Eltern waren Landwirte. Ab dem elften Lebensjahr spielte Wilmots für den lokalen Fußballklub CS Jodoigne und wechselte 1985 in die Jugendmannschaft des VV St. Truiden, für die er wenig später sein Debüt in Belgiens zweiter Liga gab. 1986/87 wurde Wilmots mit 22 Saisontreffern Torschützenkönig und hatte damit maßgeblichen Anteil am Aufstieg in die 1. Division. 1988 folgte der Wechsel zum KV Mechelen, der mit Nationalspielern wie Michel Preud’homme, Marc Emmers, Erwin Koeman oder John Bosman zu den Spitzenklubs des Landes zählte. Wilmots gewann den UEFA-Supercup 1988 (3:0, 0:1 gegen PSV Eindhoven) und in der Saison 1988/89 die Meisterschaft (30 Einsätze, vier Tore). Der kampfstarke Mittelfeldspieler hatte sich zum Leistungsträger und Nationalspieler entwickelt, in der Spielzeit 1989/90 erhielt er nach zehn Toren in 25 Einsätzen die Auszeichnung als bester Jungprofi Belgiens (Jonge Profvoetballer van het Jaar).
Nach drei Jahren in Mechelen wechselte Wilmots im Juli 1991 zu Standard Lüttich. Die Transfersumme lag bei 75 Millionen BEF. Auch bei seinem neuen Verein konnte der Bulle von Dongelberg überzeugen und traf in 164 Pflichtspielen insgesamt 81-mal. Besonders erfolgreich war Wilmots in der Saison 1992/93 (22 Tore in 25 Ligaspielen), als ihm beim 8:4-Heimsieg über KAA Gent am 30. April 1993 sechs Tore in einem Spiel gelangen. Nach einem 2:0 gegen Sporting Charleroi gewann er 1993 den belgischen Pokal. Im Alter von 24 Jahren hatte er eine Anfrage von Borussia Dortmunds damaligem Trainer Ottmar Hitzfeld vorliegen, doch er zog es vor, in Lüttich zu bleiben, da seine Frau ihr Jura-Diplom machte. Zur Saison 1996/97 wechselte er zum FC Schalke 04. In der Saison 1996/97 gewann er mit dem FC Schalke 04 den UEFA-Pokal. Beim Elfmeterschießen im Finale gegen Inter Mailand verwandelte er den entscheidenden Elfmeter zum Sieg. Wegen seiner stets kämpferischen Einstellung lautete sein Spitzname bei den Fans „Willi, das Kampfschwein“. 2000 wechselte er zu Girondins Bordeaux, kehrte aber bereits nach einer Saison wieder zum FC Schalke 04 zurück. In der Saison 2001/02 gewann er mit dem FC Schalke 04 den DFB-Pokal. 2002 wurde er für den Ballon d’Or nominiert.

### Nationalmannschaft
In der belgischen Nationalmannschaft debütierte Wilmots im Mai 1990. Einen Monat später gehörte er zum Kader Belgiens bei der Weltmeisterschaft 1990, kam aber nicht zum Einsatz. Vier Jahre später nahm er an der Weltmeisterschaft 1994 teil und erreichte das Achtelfinale, blieb aber ohne Torerfolg. Bei der Weltmeisterschaft 1998 schied Belgien bereits in der Vorrunde aus, allerdings gelangen Wilmots diesmal zwei Treffer. Bei der Europameisterschaft 2000 war Belgien einer der beiden Gastgeber, schied aber bereits in der Vorrunde aus. Bei der Weltmeisterschaft 2002 erzielte Wilmots drei Treffer. Beim Ausscheiden im Achtelfinale wurde ein von ihm erzielter Treffer gegen Brasilien nicht anerkannt. Brasilien gewann 2:0 und Belgien schied aus. Nach der WM beendete Wilmots seine Karriere in der Nationalmannschaft.

## Trainerkarriere
Nach der Entlassung von Frank Neubarth als Trainer des FC Schalke 04 im März 2003 beendete Wilmots seine Karriere als Spieler und fungierte bis Saisonende als Trainer der Schalker Profimannschaft. Zur Saison 2004/05 übernahm er das Traineramt bei der VV St. Truiden, wurde aber bereits im Februar 2005 entlassen. Im Oktober 2009 wurde er bei der Nationalmannschaft Belgiens Co-Trainer von Dick Advocaat. Nachdem Advocaats Nachfolger Georges Leekens im Mai 2012 sein Amt niedergelegt hatte, übernahm Wilmots für die Spiele gegen Montenegro und England als Interimstrainer die Leitung der „Roten Teufel“. Nach den Spielen erhielt er eine Festanstellung als Nationaltrainer. Nachdem die Mannschaft sich als Sieger der Europagruppe A für die WM in Brasilien qualifiziert hatte, wurde Wilmots im Dezember 2013 zum „Trainer des Jahres“ gewählt. Die Zusammenarbeit mit dem belgischen Fußballverband wurde daraufhin langfristig angelegt, die Vertragslaufzeit bis 2018 verlängert. Im Juli 2016 wurde die Zusammenarbeit beendet.
Am 21. März 2017 übernahm Wilmots als Trainer die ivorische Nationalmannschaft. Nach der verpassten Qualifikation für die WM in Russland wurde die Zusammenarbeit am 13. November 2017 beendet.
Am 15. Mai 2019 stellte der Iranische Fußballverband den Belgier als neuen Cheftrainer der Nationalmannschaft des Irans vor. Sein Vertrag war bis zum Jahr 2022 gültig. Anfang Dezember 2019 kündigte der Belgier das Arbeitsverhältnis aufgrund fehlender Gehaltszahlungen seitens des Verbands. Von Ende 2021 bis Februar 2022 war er Cheftrainer bei dem marokkanischen Verein Raja Casablanca.

## Sportdirektor beim FC Schalke 04
Am 3. Januar 2024 kehrte er zurück zum FC Schalke 04 und bekleidete dort die Position des Sportdirektors. Am 21. September 2024 wurde Wilmots vom Vorstand freigestellt; als Begründung wurden „unterschiedliche Ansichten“ über die fußballerische Entwicklung genannt.

## Politik
Wilmots ist Mitglied der liberalen Partei Mouvement Réformateur und war von 2003 bis 2005 Mitglied im belgischen Senat.

## Erfolge als Spieler
- UEFA-Super-Cup-Sieger 1988
- Belgischer Meister 1989
- Belgischer Pokalsieger 1993
- UEFA-Pokal-Sieger 1997
- DFB-Pokal-Sieger 2002

## Sonstiges
Marc Wilmots ist verheiratet und Vater dreier Kinder.